# White Pyramid
White Pyramid är en bergstopp i Kanada.   Den ligger i provinsen Alberta, i den centrala delen av landet, 3 100 km väster om huvudstaden Ottawa. Toppen på White Pyramid är 2 848 meter över havet.
Terrängen runt White Pyramid är huvudsakligen bergig.Trakten runt White Pyramid är nära nog obefolkad, med mindre än två invånare per kvadratkilometer.. Det finns inga samhällen i närheten. 
Trakten runt White Pyramid består i huvudsak av gräsmarker.